# Yun Yeong-nae
Yun Yeong-nae (kor. 윤 영내, ur. 26 września 1952) – południowokoreańska siatkarka, medalistka igrzysk olimpijskich i igrzysk azjatyckich.

## Życiorys
Yun jako zawodniczka reprezentacji Korei Południowej zdobyła srebrny medal podczas igrzysk azjatyckich 1970 w Bangkoku. Wystąpiła na igrzyskach olimpijskich 1972 organizowanych w Monachium. Zagrała we wszystkich meczach turnieju, w tym w przegranym meczu o trzecie miejsce z reprezentacją Korei Północnej. Uczestniczyła także w kolejnych igrzyskach, w Montrealu. Wystąpiła we wszystkich trzech meczach fazy grupowej, meczu półfinałowym oraz w wygranym pojedynku o brąz z Węgierkami. Zdobyła brązowy medal podczas igrzysk azjatyckich 1978 w Bangkoku.